# Mladý Smolivec
Mladý Smolivec är en ort i Tjeckien.   Den ligger i regionen Plzeň, i den västra delen av landet, 80 km sydväst om huvudstaden Prag. Mladý Smolivec ligger 517 meter över havet och antalet invånare är 742.
Terrängen runt Mladý Smolivec är platt söderut, men norrut är den kuperad. Terrängen runt Mladý Smolivec sluttar söderut. Runt Mladý Smolivec är det ganska glesbefolkat, med 34 invånare per kvadratkilometer. Närmaste större samhälle är Nepomuk, 11,3 km väster om Mladý Smolivec. Omgivningarna runt Mladý Smolivec är en mosaik av jordbruksmark och naturlig växtlighet.